# أمابيتكو
أمابيتكو «أمل للبترول» أو (بالإنجليزية: AMAPETCO - Amal Petroleum Co) هي إحدى شركات قطاع البترول المصري, والتي تأسست عام 1986 طبقاً لاتفاقية الامتياز بمنطقة أمل البحرية بخليج السويس الموقعة في ضوء القانون رقم 150 لسنة 1981.

## مناطق امتياز الشركة
مناطق امتياز الشركة بخليج السويس:

### أمل البحرية
- قانون رقم 150 لسنة 1981.[1][2]
  - قانون رقم 153 لسنة 2005.[3]
  - قانون رقم 95 لسنة 2013.[4]

## الشركاء
- الهيئة المصرية العامة للبترول.
- العامة للبترول.
- شركة بيكو أمل بتروليم كوربوريشن (بيكو «كايرون»).
- شركة جرايستون بتروليم إيجيبت.

## رؤساء الشركة
- نبيل صلاح (2024 - )
- عبد الناصر خفاجي (مايو 2021 - 2024).[5][6]
- حمدي سعيد عثمان (سبتمبر 2019 - ).[7]
- صالحين عبد الرازق (ديسمبر 2015 - ).[8]
- عمرو رمزي الليثي (يوليو 2011 - ).[9]